# Acantheremus bonfilsi
Acantheremus bonfilsi is een rechtvleugelig insect uit de familie sabelsprinkhanen (Tettigoniidae). De wetenschappelijke naam van deze soort is voor het eerst geldig gepubliceerd in 2003 door Hugel & Morin.